# Naturdenkmal Felsklippen am Mittelberg
Das Naturdenkmal Felsklippen am Mittelberg mit einer Größe von 2,9 ha liegt nördlich von Enkhausen im Stadtgebiet von Sundern (Sauerland) (Nordrhein-Westfalen). Das Gebiet wurde 1993 mit dem Landschaftsplan Sundern durch den Hochsauerlandkreis als Naturdenkmal (ND) ausgewiesen.

## Objektbeschreibung
Die Felsklippen befinden sich westlich exponiert am Südfuß des Mittelbergs. Die Felsen sind über 200 m lang und bis zu 15 m hoch. Sie bestehen aus roten und grünen Cypridinenschiefer aus dem Oberdevon und aus Plattenkalk aus dem Unterkarbon. Die Felsen habe einen üppigen und farnreichen Bewuchs. Am Berghang oberhalb der Felsen steht Rotbuchen-Eichenmischwald. Die Eichen und Buchen haben ein hohes Alter.

## Gebote
Bei der Ausweisung wurde ein Gebot für das Naturdenkmal festlegt. Einzelbäume und Baumgruppen sollten Erstellung eines Biotopmanagementplans oder eines Forstbetriebsplanes über die normale Hiebreife hinaus als Altholzinseln erhalten werden.